# Podhájský rybník
Podhájský rybník je vodní plocha typu rybník nacházející se na Benešovském potoce v Horním Podhájí v okrese Benešov. Má obdélníkový tvar orientovaný z jihovýchodu na severozápad. Voda do něj přitéká z jihu a odtéká severozápadním směrem stavidlem. Po jeho hrázi vede asfaltka k domům. I jeho severní a východní břehy jsou obklopeny silnicí a domy. Pouze v části jižní se zčásti nachází zemědělská půda. Při jeho severozápadním břehu se nachází kaplička.

## Galerie

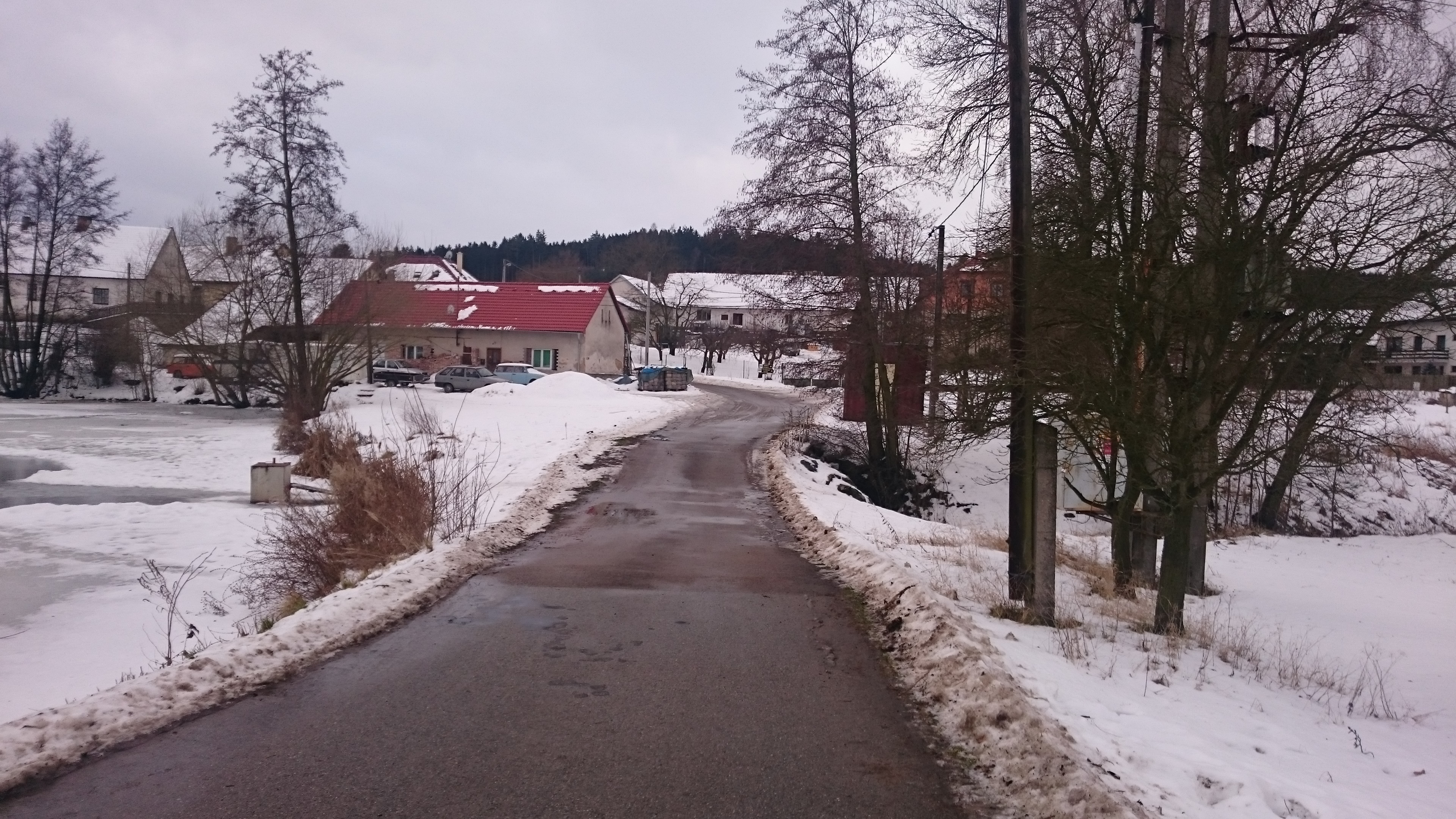
Hráz v zimě
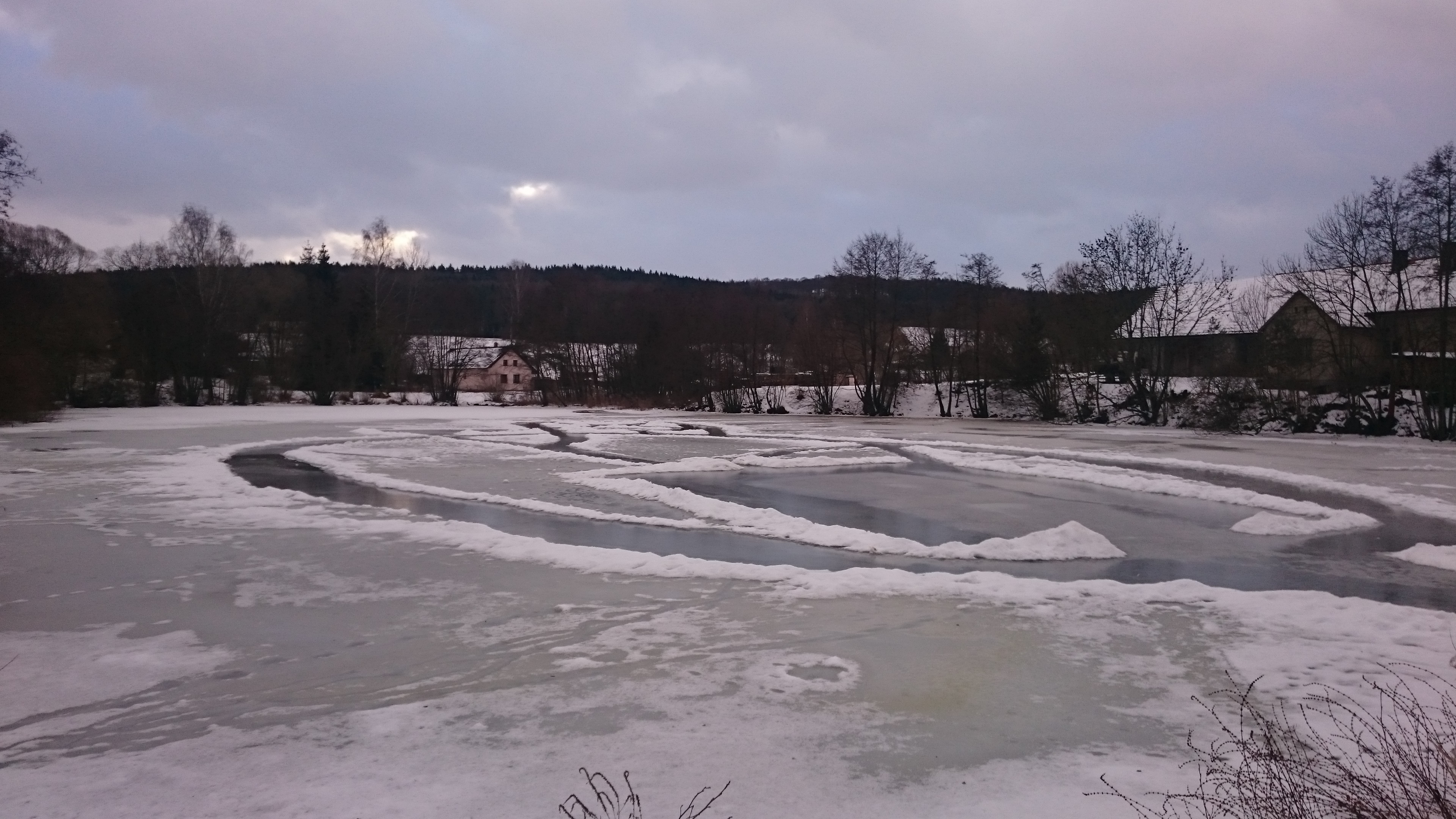
Zimní pohled
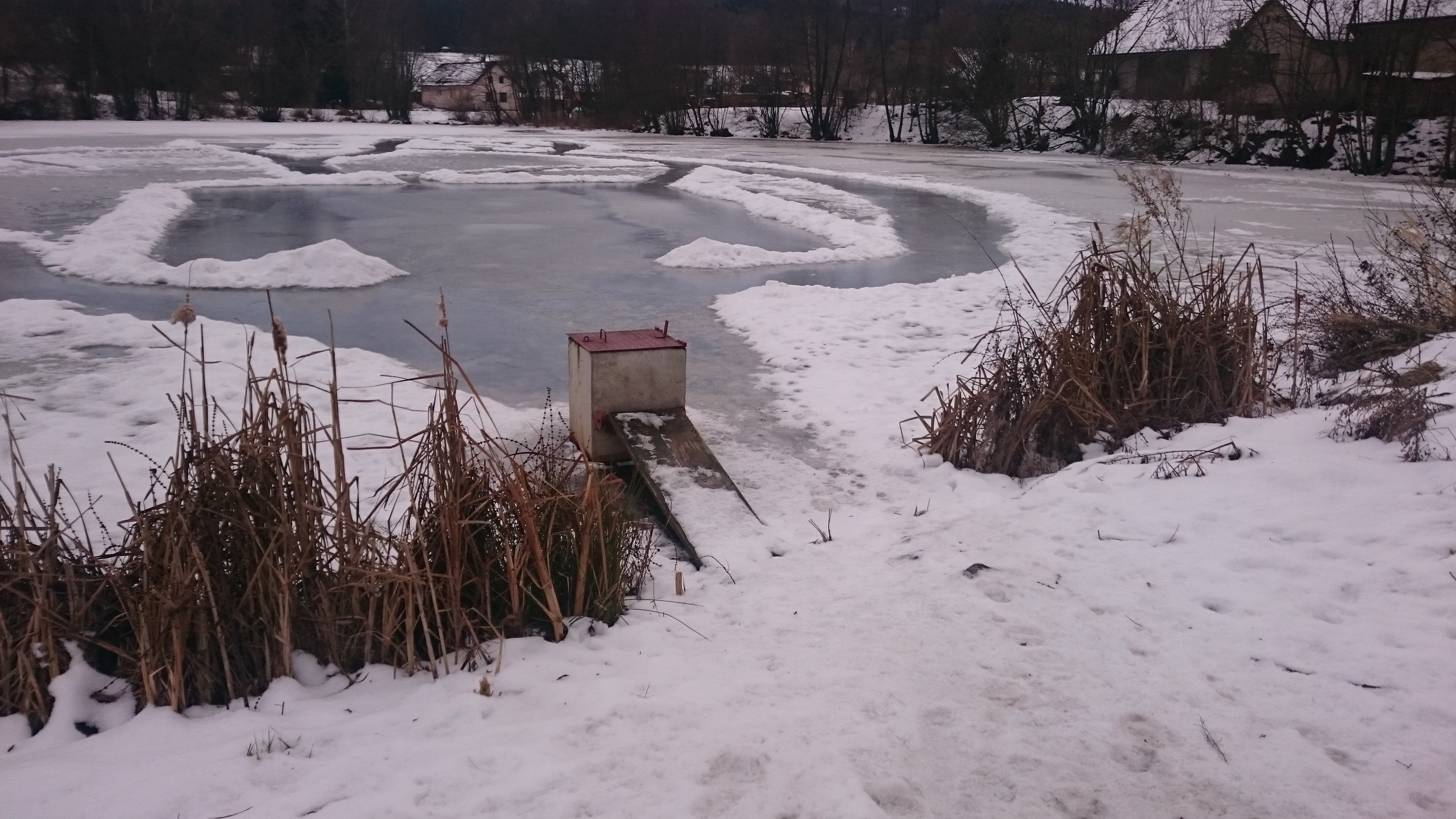
Stavidlo